# Пуљане
Пуљане је насељено мјесто у сјеверној Далмацији. Припада општини Промина у Шибенско-книнској жупанији, Република Хрватска.

## Географија
Налази се око 4 км сјеверозападно од Оклаја.

## Историја
Насеље се до територијалне реорганизације у Хрватској налазило у саставу некадашње велике општине Дрниш. Пуљане се од распада Југославије до августа 1995. године налазило у Републици Српској Крајини.

## Становништво
Према попису из 1991. године, насеље Пуљане је имало 159 становника. Према попису становништва из 2001. године, Пуљане је имало 69 становника. Према попису становништва из 2011. године, насеље Пуљане је имало 52 становника.
| Демографија | Демографија | Демографија |
| Година      | Становника  | Становника  |
| ----------- | ----------- | ----------- |
| 1961.       | 707         |             |
| 1971.       | 443         |             |
| 1981.       | 234         |             |
| 1991.       | 159         |             |
| 2001.       | 69          |             |
| 2011.       |             | 52          |